# Mark Kleinschmidt
Mark Kleinschmidt, né le 28 mai 1974 à Oberhausen en Rhénanie-du-Nord-Westphalie, est un rameur d'aviron allemand. 

## Carrière
Mark Kleinschmidt est médaillé d'argent aux Jeux olympiques d'été de 1996 à Atlanta dans l'épreuve du huit avec barreur.